# Setealém
Setealém (também grafado Sete Além, 7 Além, 7além e Se7ealém) é uma lenda urbana e creepypasta brasileira criada por Luciano Milici, publicitário e escritor de horror. A expressão designa um suposto universo paralelo sombrio, descrito como versão degradada e inquietante do mundo real. A história origina-se de um relato atribuído a Milici em 1994 e ganhou difusão em comunidades online a partir de 2004; desde então, tornou-se um fenômeno de horror colaborativo na cultura digital brasileira.

## Origem
Segundo o relato divulgado por Milici, em 1994 ele teria sido advertido dentro de um ônibus em São Paulo de que o veículo “iria para Setealém”; o episódio motivou a busca por outros testemunhos. Em 2004, criou no Orkut uma comunidade homônima, que passou a reunir narrativas semelhantes enviadas por internautas.

## Difusão
Entre meados da década de 2010 e os anos 2020, Setealém tornou-se tema frequente em canais de vídeo e podcasts de mistério e horror, com entrevistas, compilações de relatos e discussões sobre supostos “acessos” ao local. Paralelamente, o projeto passou a ser organizado em um ecossistema transmídia (site, revista digital e perfis em redes sociais) sob curadoria do criador.

## Descrição
Nos relatos, Setealém é apresentado como dimensão paralela semelhante ao mundo real, porém marcada por degradação ambiental, iluminação precária e atmosfera opressiva. Descrições recorrentes mencionam moradores com pele pálida e olhos escuros, eletrônicos com mau funcionamento e avisos para que o visitante “vá embora”.

## Autoria e marca
O site oficial atribui a concepção do universo e a curadoria das narrativas a Luciano Milici, além de listar grafias usuais do termo (Setealém, Sete Além, 7 Além, 7além e Se7ealém). Coberturas independentes também registram a autoria e o histórico do projeto.